# 梁国英 (石家庄)
梁国英（1937年—），河北石家庄人。中华人民共和国政治人物。
早年供职于军界，曾任王恩茂秘书。后担任中共新疆维吾尔自治区党委副秘书长兼办公厅主任、秘书长。1990年，任中共宁夏回族自治区党委副书记，1992年任山西省委副书记。1996年任山西省人大常委会副主任。